# Apple A12Z
Apple A12Z Bionic è la seconda variante di Apple A12 Bionic, dopo Apple A12X Bionic ed è un sistema basato su Architettura ARM a 64 bit su un chip (SoC) progettato da Apple Inc. È apparso per la prima volta sull'iPad Pro di quarta generazione (2020).
Il 18 marzo 2020, Apple ha presentato la nuova serie di iPad Pro 11” e 12.9” in un comunicato stampa contenente il chip A12Z Bionic. Apple ha propagandato il chip come il più veloce della maggior parte di quelli utilizzati nei laptop Windows sul mercato in quel momento con prestazioni migliorate rispetto alla generazione precedente di Apple A12X.
Il chip offre prestazioni grafiche ottimizzate, con una GPU a 8 core. Ciò consente una migliore operatività in attività come l'editing video 4K, il rendering e le funzionalità di realtà aumentata. Il chip presenta anche regolatori di prestazioni ottimizzati e un'architettura termica migliorata, che può consentire velocità di clock più elevate, grazie agli otto core della CPU, e aiutare la dissipazione del calore grazie alla GPU leggermente più grande. L'A12Z Bionic viene fornito di serie con 6 GB di RAM LPDDR4X.

## Dispositivi predisposti
- iPad Pro 11" (quarta generazione) (2ª gen.)
- iPad Pro 12.9" (quarta generazione)
- Mac mini (Developer Transition Kit)

## Confronto tra A12, A12X e A12Z
|               |               | A12 Bionic  | A12X Bionic | A12Z Bionic |
| ------------- | ------------- | ----------- | ----------- | ----------- |
| Volume        | Volume        | 83,27 mm2   | 118,5 mm2   |             |
| N° Transistor | N° Transistor | 6,9 mld     | 9,8 mld     |             |
| N° Core       |               |             |             |             |
| CPU           | 6 (2+4)       | 8 (4+4)     |             |             |
| GPU           | 4             | 7           | 8           |             |
| NPU           | 8             | 8           |             |             |
| RAM           |               |             |             |             |
| DRAM          | 3/4 GB        | 4/6 GB      | 6 GB        |             |
| HMB           | 34,1 GB/sec   | 68,2 GB/sec |             |             |
| Channel       | 64 bit        | 128 bit     |             |             |